# Larra, Haute-Garonne
Larra là một xã thuộc tỉnh Haute-Garonne trong vùng Occitanie tây nam nước Pháp. Xã này nằm ở khu vực có độ cao trung bình 113 mét trên mực nước biển.

## Di tích

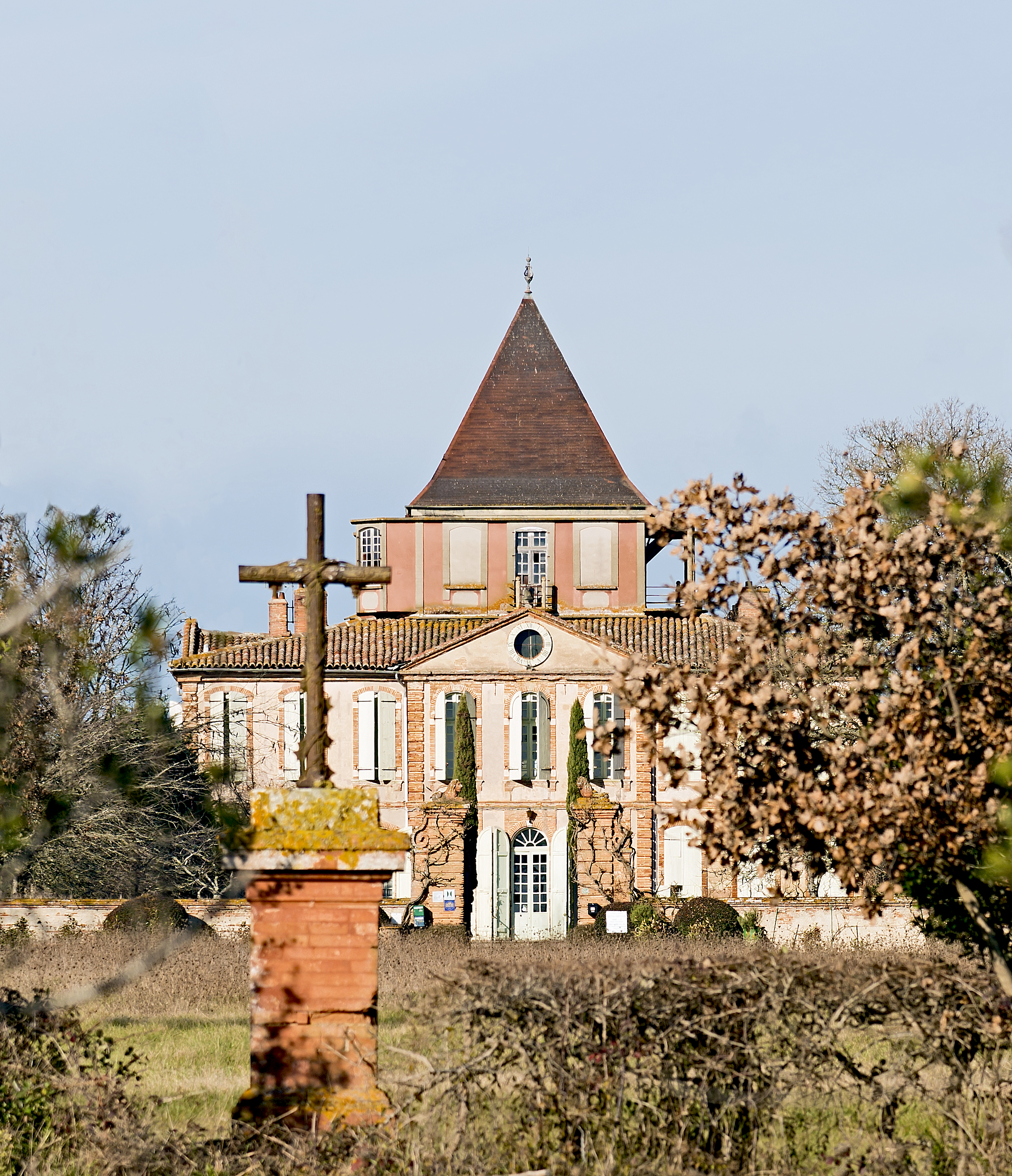
Lâu đài.
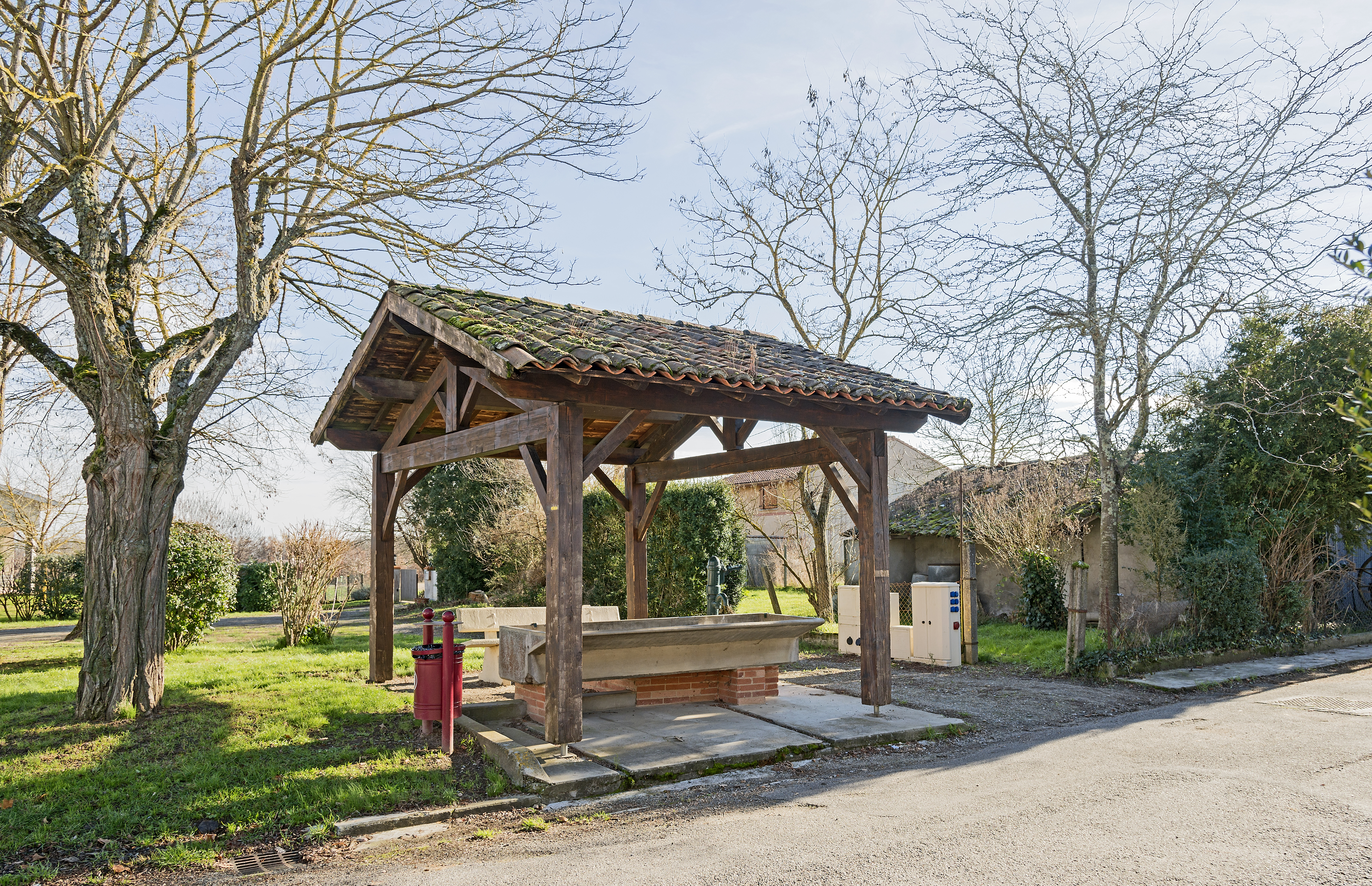
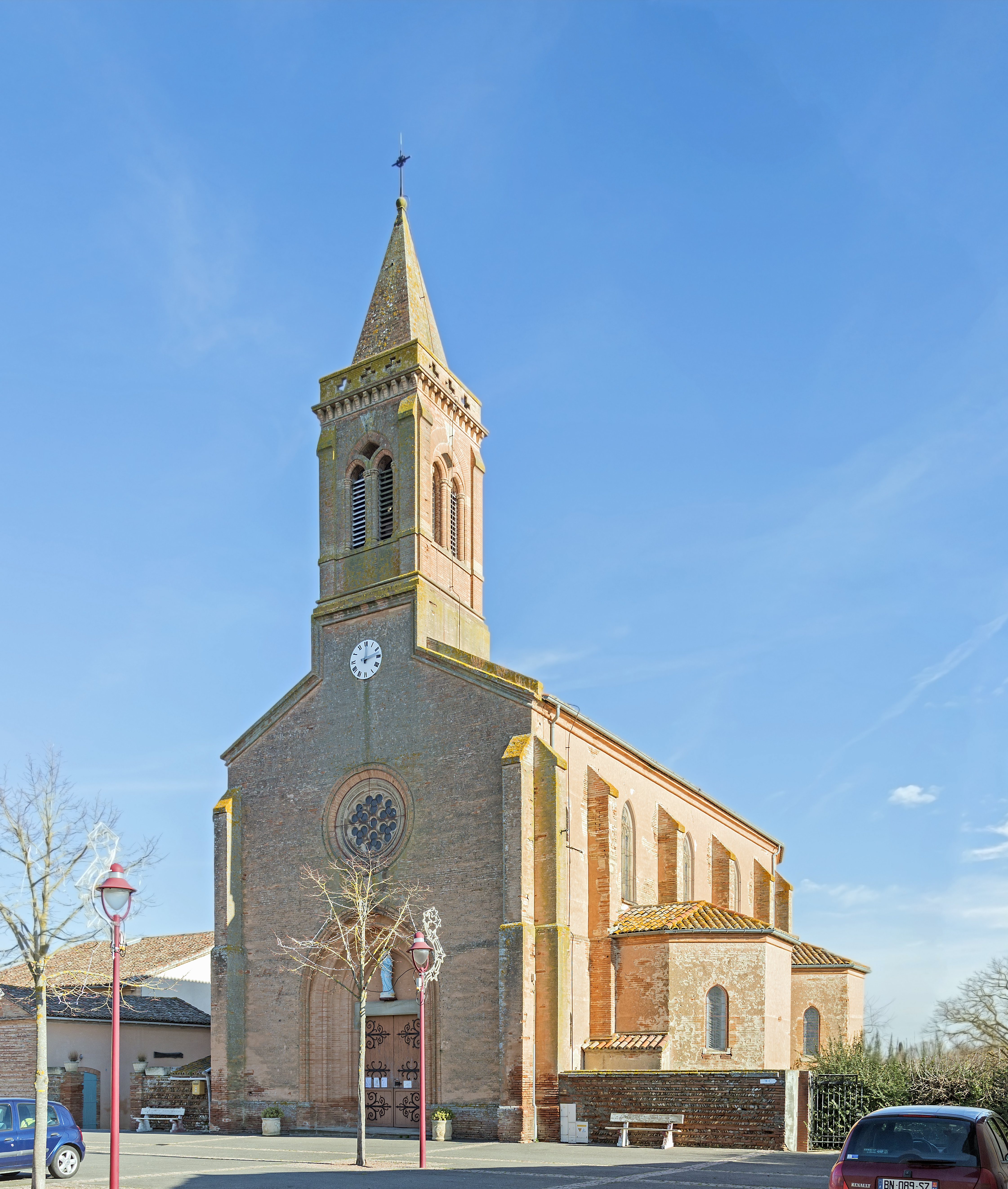
Nhà thờ.